# Apple Inc.
 Der er for få eller ingen kildehenvisninger i denne artikel, hvilket er et problem. Du kan hjælpe ved at angive troværdige kilder til de påstande, som fremføres i artiklen.

Apple Inc (NASDAQ: AAPL

) (tidligere Apple Computer) er en amerikansk IT-virksomhed beliggende i Silicon Valley i byen Cupertino, Californien. Apple er grundlagt 1. april 1976. På Macworld-konferencen den 9. januar 2007 offentliggjorde Apple, at de fjerner "Computer" fra firmanavnet.
Det primære forretningsområde er IT-produkter som eksempelvis Macintosh-computeren, MP3-afspilleren iPod og mobiltelefonen iPhone.
Firmaet har ry for at være stærkt innovativt på sine kerneområder, ikke mindst i designet af hard- og software. Under ledelse af den britiskfødte designer Jonathan Ive har Apples designafdeling således designet iMac-, Powerbook- og iBook-computere, der alle er blandt de mange Appleprodukter, der har vundet designpriser. Flere Appleprodukter er endvidere udstillet på Museum of Modern Art i New York.
I årene efter 2001 har Apple blandt andet i kraft af den meget udbredte mp3-afspiller iPod opnået en bemærkelsesværdig eksponering af alle firmaets produkter, som langt overgår firmaets procentvise markedsandel på verdensmarkedet, der i starten af 2006 lå på omkring 6%. På andre områder er Apple dog førende. Således har iPod'en i 2006 en markedsandel på omkring 75%, ligesom Apple via iTunes Music Store står for omtrent 85% af det globale salg af digital musik på nettet.
Mellem 1997 og 2011 blev Apple ledet af medstifteren Steve Jobs, der måtte forlade Apple i 1985 efter interne magtkampe i bestyrelsen. Steve Jobs vendte tilbage til Apple i 1996, efter Apple opkøbte IT-virksomheden NeXT, som Jobs havde stiftet kort efter sin afgang fra Apple i 1985. Den 24. august 2011 gav Jobs posten som leder til Tim Cook. Steve Jobs fortsatte som bestyrelsesformand, men den 5. oktober 2011 døde han af kræft.

## Forhistorie
Før Steve Wozniak blev medgrundlægger af Apple, havde han  været elektronikhacker, og i 1975 begyndte han at deltage i Homebrew Computer Clubs møder, hvor han blev inspireret af, hvad der foregik.
På det tidspunkt var de eneste generelt tilgængelige mikrocomputer-CPU'er Intels 8080'ere til 179 dollar og Motorolas 6800'er til 170 dollar. Wozniak foretrak 6800'eren, men havde ikke råd til nogen af dem. Derfor måtte han nøjes med at kigge, lære og designe computere på papir, indtil den dag hvor han fik råd til en CPU.
Da MOS Technologies frigav den berømte 6502'er i 1976 til 25 dollar, begyndte Wozniak med det samme at udvikle en udgave af BASIC til denne chip. Da han var færdig med det, begyndte han at designe den computer, som hans BASIC skulle køre på. 6502'eren var designet af de samme personer, der havde designet 6800'eren, da mange i Silicon Valley forlod deres arbejdspladser for at blive selvstændige. Wozniaks tidligere 6800-papircomputer krævede kun mindre ændringer for at kunne køre på den nye chip.
Han gjorde maskinen færdig og tog den med til møderne i Homebrew Computer Club for at fremvise sit system. Der mødte han sin gamle ven Steve Jobs, der interesserede sig for de fremtidige kommercielle muligheder i disse små hobbymaskiner.

## De tidlige år
Steve Jobs og Steve Wozniak havde været venner i nogen tid, og det lykkedes Jobs at gøre Wozniak interesseret i at samle og sælge maskinen. Jobs kontaktede en lokal computerforretning, The Byte Shop, der sagde, at de ville være interesserede i maskinen, hvis den kunne leveres i færdigsamlet stand. Ejeren, Paul Terrell, gik så vidt som til at bestille 50 eksemplarer af maskinen og betalte 500 dollar pr. maskine ved levering. Apple I, som maskinen blev døbt, havde en salgspris i butikkerne på $666.
Maskinen havde kun nogle få bemærkelsesværdige funktioner. En af dem var, at den brugte et fjernsyn som skærm, hvor mange andre maskiner slet ikke havde en skærm. Dette var dog ikke som skærmene på senere maskiner, og tekst blev vist ved kun 60 tegn pr. sekund. Maskinen Apple I indeholdt også bootstrap-kode på rom, som gjorde det lettere at starte den. Slutteligt, på kraftig opfordring fra Paul Terrell, designede Wozniak også en grænseflade til kassettebåndoptagere, som man kunne hente og gemme programmer ved den dengang hurtige hastighed, 1200 bps. Selvom maskinen var ganske simpel, var den ikke desto mindre et designmesterværk, som anvendte langt færre dele end andre på samme niveau, og Wozniak fik hurtigt ry for at være en mesterdesigner.
Sammen med endnu en ven, Ron Wayne, begyndte de tre at samle maskiner. Ved hjælp af forskellige metoder, bl.a. ved at låne plads hos venner og familie, sælge forskellige skattede ejendele (såsom regnemaskiner og en VW-bus), nasseri og nogle hvide løgne, lykkedes det Jobs at skaffe de nødvendige dele, mens Wozniak og Wayne samlede dem. De blev leveret i juni og blev som aftalt betalt ved leverancen. Med tiden blev der bygget 200 eksemplarer af Apple I.
Men Wozniak var allerede gået videre. Årsagen til mange af designvalgene i I'eren var de begrænsede midler, der var til rådighed til konstruktionen af prototypen. Med indtægterne fra salget kunne han nu begynde at fremstille en stærkt opgraderet maskine, Apple II.
Internt var den primære forskel, at tv-grænsefladen var lavet helt om, så den nu kunne opbevare oplysninger i hukommelsen. Nu var det ikke kun nyttigt til simpel visning af tekst. Apple II havde også grafik og med tiden også farver. Samtidig bad Jobs om et stærkt forbedret kabinet og tastatur med den tanke, at maskinen skulle leveres i køreklar stand. Dette var næsten tilfældet for Apple I-maskinernes vedkommende, som de havde solgt til Byte Shop, men man skulle stadig sætte forskellige dele sammen og skrive kommandoen, der startede BASIC.
Opbygning af sådan en maskine ville kræve langt flere penge. Jobs begyndte at søge finansiering, mens Wayne var lidt nervøs på grund af en mislykket forretning fire år tidligere, og han forlod på et tidspunkt virksomheden. Jobs mødte "Mike" Markkula der var medunderskriver på et banklån på 250.000 dollar, og de tre dannede Apple Computer den 1. april 1976.
Nu hvor de både havde kontanter og et nydesignet kabinet, blev Apple II frigivet i 1977 og betragtes generelt som den computer, som skabte hjemmecomputermarkedet. Der blev solgt millioner af maskiner til godt ind i 1980'erne. Da Apple omdannedes til et aktieselskab i 1980, tjente de flere penge end nogen anden amerikansk virksomhed, siden Ford blev aktieselskab i 1956, og med ét blev de den virksomhed i historien, som skabte flest millionærer.
Der blev bygget flere forskellige modeller af Apple II-familien, bl.a. Apple IIe og IIg, som stadig findes i mange skoler i USA.

## Macintosh
I 1980'erne stod Apple overfor en spirende konkurrence på markedet for personlige computere. Den største af disse var IBM, det første "store navn" i computerindustrien. IBM's PC-model, som kørte DOS (Disc Operating System og licenseret til IBM af Bill Gates), erobrede store andele af det voksende marked for skrivebordscomputere i store virksomheder.
Flere mindre virksomheder anvendte Apple II, men virksomheden mente, at man havde brug for en nyere og mere avanceret model i konkurrencen på markedet for skrivebordscomputere til virksomheder. Derfor var designerne af Apple III nødt til at opfylde Jobs høje og nogle gange upraktiske mål. Blandt dem var undladelsen af en ventilator til køling – det siges, at Jobs syntes, de var "uelegante". De nye maskiner havde det med at blive overophedede, og det var nødvendigt at tilbagekalde de fleste tidlige modeller. Apple III var også dyr, og selv om virksomheden i 1983 udsendte en opdateret udgave, var den i det store hele en fiasko.
Samtidig arbejdede forskellige grupper i Apple på en helt ny form for personlig computer med avancerede teknologier såsom en grafisk brugerflade, en computermus, objektorienteret programmering og netværksmulighed. Disse personer, bl.a. Jef Raskin og Bill Atkinson, var fortalere for, at Steve Jobs gjorde sådanne computere til virksomhedens fokus.
Først da de i december 1979 viste ham Xerox PARCs arbejde på Alto, besluttede Jobs sig for, at fremtiden lå i sådanne grafikintensive, ikonvenlige computere og støttede de konkurrerende Apple Lisa- og Apple Macintosh-projekter. Xerox gav Apples udviklere adgang til PARC-faciliteterne mod at få 1 million dollars i Apple-aktier på trods af indsigelser fra nogle af PARC-forskerne, hvoraf mange (eksempelvis Larry Tesler) endte med at arbejde for Apple. Lisa fik sin debut i januar 1983 og kostede 10.000 dollars. Igen frigav Apple et produkt, som var forud for sin tid, men alt for dyr (virksomheden fulgte det samme mønster i nogle år), og det mislykkedes igen for Apple at erobre virksomhedsmarkedet. Produktionen af Lisa ophørte i 1986.
Midtvejs i udviklingen blev kontrollen med Lisa-projektet taget fra Jobs, der snart vendte opmærksomheden mod Macintosh-projektet, som oprindeligt var tænkt som en økonomiudgave af Lisa. Apple Macintosh blev frigivet i 1984 med en nu berømt reklame baseret på George Orwells roman "1984." Den indlysende mening var, at Mac'ens nye "brugervenlige" grafiske brugerflade ville frigøre IBM PC-brugerne.
Macintosh var, og er fortsat, en succes for Apple, men ikke en så stor succes, som den kunne have været. Under et besøg i Apples hovedkontor i Cupertino, fremviste Jobs en prototype af Mac'ens GUI til Bill Gates, der nu var administrerende direktør for Microsoft. I 1985 blev Microsoft Windows frigivet, Microsofts eget GUI til IBM-PC'er. På det tidspunkt fremstillede mange virksomheder IBM PC-kompatible computere, billige kopier af PC'en. Apple tillod ikke, at andre computerfabrikanter klonede Mac'en. Selvom den første udgave af Windows var Mac'en teknologisk underlegen, kostede Windows og en PC-klon mindre end det halve af, hvad en Mac kostede, og der var desuden flere programmer tilgængelige til Windows.
I løbet af 1990'erne begyndte Microsofts andel af de nye computerbrugere at blive større end Apples. Microsoft og Windows blev en af det 20. århundredes største forretningssucceser, og Apple blev aldrig igen verdens førende fabrikant af personlige computere. I 2003 var Apple markedsandel svundet ind til mindre end 5 procent. Virksomheden havde økonomiske problemer, da Microsoft den 6. august 1997 med en stærkt symbolsk gestus købte aktier uden stemmeret for 150 millioner dollar i virksomheden og til gengæld forpligtede sig til at videreudvikle Officepakken til Macintosh-platformen i en årrække fremover.

## De senere år
Efter en intern magtkamp med den nye administrerede direktør John Sculley i midt-1980'erne, forlod Jobs Apple og grundlagde NeXT Computer, der efter en lovende start dog endte med at blive en fiasko. Senere, i et forsøg på at redde virksomheden, købte Apple NeXT og dets UNIX-baserede styresystem NeXTSTEP, og dermed vendte Jobs tilbage til Apples ledelse. En af hans første opgaver som administrerende direktør var at igangsætte udviklingen af iMac, der reddede virksomheden fra døden, mens man fik tid til at finde et styresystem.
En bærbar udgave af Macintosh, PowerBook'en, blev introduceret i begyndelsen af 1990'ere. Andre produkter fra Apple er bl.a. styresystemerne ProDOS, Mac OS og A/UX, netværksprodukter som AppleTalk og multimedieprogrammer som QuickTime. Produkter, som ikke fremstilles mere, er bl.a. Apple Power Mac G4 Cube og den håndholdte computer Apple Newton. I 1994 blev Apples første digitalkamera udgivet, kaldet Apple QuickTake.
Nyere produkter er blandt andre Apple AirPort, som anvender trådløs netværksteknologi til at forbinde forskellige computertyper til Internettet uden brug af kabler. Desuden iBook og G5-computeren.
I 1998 afslørede Apple det nye alt-i-ét-design af iMac.
Apple har også introduceret Mac OS X, en ny udgave af deres styresystem, som forener UNIX stabilitet, pålidelighed og sikkerhed med Macintosh'ens brugervenlighed i et styresystem for både erhvervs- og privatkunder.
Apple-computere som PowerBook'en og siden også iBook og iMac ses ofte som rekvisitter i film og tv-serier. På et tidspunkt havde Apple en reklamekampagne for PowerBook'en, som viste klip fra filmen Mission Impossible. Apples produkter har bl.a. også medvirket i tv-serien 24 Timer.
Foruden computere har Apple også fremstillet populær forbrugerelektronik. I 1990'erne frigav Apple Newton'en, en håndholdt computer. Den havde middelmådig succes, men var tydeligvis mange år forud for sin tid.
I oktober 2001 lancerede Apple iPod, en bærbar digital musikafspiller. Den var bemærkelsesværdig på grund af den store mængde lagerplads, oprindeligt 5 GB, med plads til omkring 1.000 sange. Apple og hus-designeren, Jonathan Ive, har siden opdateret iPod-serien flere gange, med en slankere og mere kompakt udformning, kompatibilitet med Windows, fotolager og -fremvisning og lagerplads på op til 160 GB. Apple var ikke sen til at følge op på den første succes med en række markante annoncer af dansende menneskeskygger, produktplacering i film og tv, mund-til-øre-hjælp fra den evigt loyale Mac-fanskare og senere samarbejde med store bilfirmaer som BMW. Og ikke mindst de meget synlige hvide høretelefonledninger var med til at forbinde iPod med en fornemmelse af kvalitet, der symboliserede "status" for de fleste.
Apples aftaler i 2002 med fem store pladeselskaber (i dag også med mere end 500 mindre) om at slutte sig til Apples nye tjeneste til hentning af musik, iTunes Music Store, var en revolution i musikindustrien. I modsætning til andre musiktjenester koster alle sange, hhv. album, det samme; og kunderne "ejer" den musik, de køber. Efter nedhentning kan man med få begrænsninger brænde sangene til cd, dele og spille sangene på op til tre computere og naturligvis overføre sangene til en iPod.
De første to millioner solgte sange fra den roste iTunes Music Store blev hentet på kun 16 dage; alle købt via Macintosh-computere. iTunes er dog også tilgængelig til Windows.
I slipstrømmen på iPod'ens succes fulgte et stigende og uhørt stort antal tilbehør fra 3. partsfirmaer – sendere til trådløs overførsel af sange til en radiomodtager, hylstre, tasker, burrebånd til overarmsmontering ved motionsløb, ekstrabatterier, høretelefoner, mikrofoner, eksterne højttalerkonsoller til festbrug, autoopladere og meget andet – alt sammen til iPod.
"The iPod Effect" eller "the iPod Halo Effect" kaldes dét fænomen, at Windowsbrugere, der køber en iPod, på grund af Apples design og brugervenlighed overvejer at lade deres næste computer blive en Mac – en migration, som kun har reel effekt i et købedygtigt og æstetisk bevidst publikum, men ikke desto mindre fordobledes salget af solgte Mac'er i 2004.

## Kontroverser
Der er for få eller ingen kildehenvisninger i denne artikel, hvilket er et problem. Du kan hjælpe ved at angive troværdige kilder til de påstande, som fremføres i artiklen.

Retssag om planlagt forældelse af iPod-batterier førte til forlig i 2005
I 2005 indgik Apple et forlig uden for domstolene, da de var blevet sagsøgt for planlagt forældelse af batteriet i deres iPod. Retssagen viste, at batteriet var sat til at gå i stykker efter 18 måneder, og det var ikke muligt at udskifte det. Ejere af iPods var dermed tvunget til at købe en ny..
Forliget medførte, at Apple udvidede garantien for iPods til 2 år og tilbød forurettede ejere, dog kun i USA, et tilgodebevis på $50 ved fremtidige køb af Apple-produkter.
Retssag om Apple Intelligence og vildledende markedsføring
I marts 2025 blev Apple mødt med et gruppesøgsmål i USA, anlagt ved distriktsdomstolen i San Jose, Californien. Søgsmålet, anlagt af Clarkson Law Firm på vegne af forbrugere, hævder, at Apple har overtrådt love om falsk reklame og urimelig konkurrence ved at markedsføre avancerede AI-funktioner under navnet “Apple Intelligence” i forbindelse med lanceringen af iPhone 16.
Ifølge sagsøgerne skabte Apples markedsføring en forventning om, at funktioner såsom en mere personlig Siri-assistent ville være tilgængelige ved telefonens lancering i september 2024.  Imidlertid blev disse funktioner forsinket, og Apple meddelte senere, at nogle af de lovede AI-funktioner først ville blive implementeret i løbet af 2026.
Søgsmålet påstår, at Apple har vildledt forbrugerne og anmoder om erstatning samt et forbud mod yderligere vildledende markedsføring.

## Logo
Apples logo, et æble der er bidt af, er blevet tydet forskelligt. Grundlæggeren Steve Jobs arbejdede som ung på en æbleplantage med gråstenæbler (gravensteiner), og derfor valgte han dette logo. En anden forklaring er, at det refererer til computervidenskabsmanden Alan Turing, der begik selvmord med et forgiftet æble.